# علی‌آباد (ایذه)
 علی‌آباد (ایذه)، روستایی از توابع بخش مرکزی شهرستان ایذه در استان خوزستان ایران است.

## جمعیت
این روستا در دهستان حومه‌شرقی قرار دارد و براساس سرشماری مرکز آمار ایران در سال ۱۳۸۵، جمعیت آن ۲۷۶ نفر (۴۱خانوار) بوده‌است.